# Leon Preibisz
Leon Preibisz (ur. 11 kwietnia 1882 w Pleszewie, zm. 3 marca 1951 w Rydzynie) – polski historyk sztuki, prawnik.

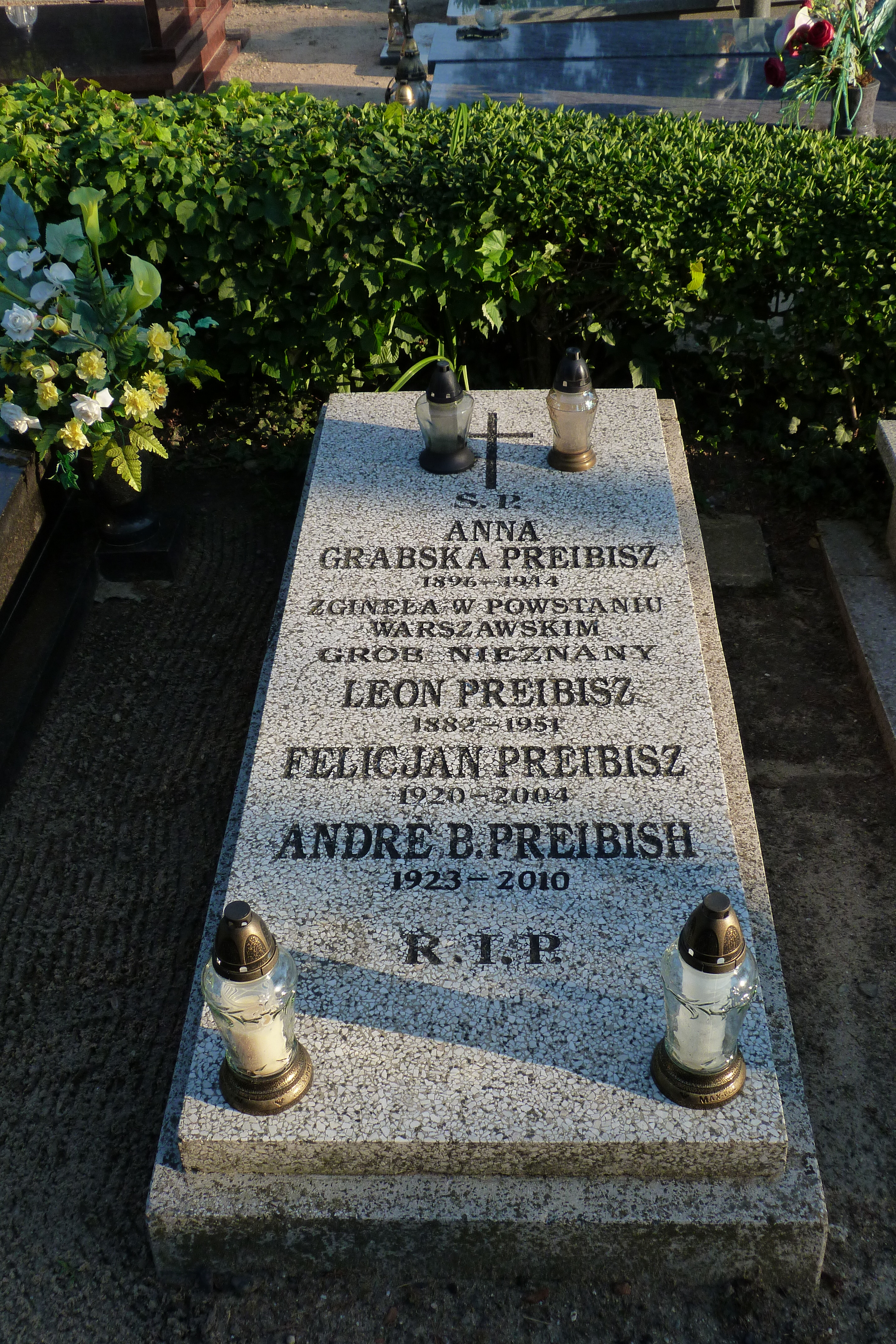
Grób Leona Preibisza i jego synów na cmentarzu parafialnym w Kłodzie

## Życiorys
W 1900 ukończył Gimnazjum Marii Magdaleny w Poznaniu i wyjechał do Wrocławia, gdzie rozpoczął studia na wydziale prawa tamtejszego uniwersytetu. Cztery lata później ukończył i odbył staż referendarski w sądzie grodzkim w Berum, skąd przeniósł do Monachium i rozpoczął trzyletnie studia z zakresu filozofii i historii sztuki. W 1907 zakończył studia w Monachium i rozpoczął kolejne na wydziale rolnictwa w Niemieckiej Akademii Przyrodników Leopoldina w Halle an der Saale. W 1910 odbył staż z zakresu historii sztuki w Książęcym Muzeum w Brunszwiku, a następnie kontynuował go rok później w wiedeńskim Gabinecie Rycin Biblioteki Cesarskiej. Również w 1911 w Lipsku ukazała się drukiem praca doktorska Leona Preibisza napisana na zakończenie studiów w Monachium, a dotycząca życia i twórczości holenderskiego malarza Martena Jacobszoona Heemskerk van Veena. Od jesieni 1911 Preibisz odbywał praktykę rolniczą w Domachowie, skąd w marcu 1913 przeniósł się do Dębiny w powiecie oleskim. W sierpniu 1914 objął jako administrator majątek Doruchów i zarządzał nim do 1918, kiedy to przeniósł się do Wroniaw, gdzie rok później poślubił Annę z Grabskich. Po odzyskaniu przez Polskę niepodległości równocześnie zarządzał wroniawskim majątkiem i był twórcą wolsztyńskiego sądu powiatowego. W dniu 1 lipca 1929 został powołany na Generalnego Zarządcę Dóbr Fundacji im. Sułkowskich i funkcję tę pełnił do śmierci. W 1938 napisał i opublikował pracę "Zamek i Klucz Rydzyński" oraz przygotował materiały do monografii rydzyńskiego kościoła. W sierpniu 1939 razem z rodziną wyjechał do Warszawy, a następnie do Janowa Lubelskiego, skąd przez Kraków przedostał się do Leszna. Zagrożony aresztowaniem ukrył się u krewnych w Kurcewie, mimo to razem z rodziną aresztowano go 28 października 1939 i początkowo uwięziono w Cerekwicy, a następnie przetransportowano do Opoczna. Dzięki wstawiennictwu P. Freytaga, którego syn był uczniem rydzyńskiego gimnazjum rodzina Preibiszów została uwolniona i przeniosła się początkowo do Rożenka, a następnie do Krakowa, gdzie Leon Preibisz zaangażował się w działalność Rady Głównej Opiekuńczej. Po ataku serca w listopadzie 1941 powrócił do majątku Freytagów w Rożenku, gdzie był rezydentem, tłumaczył pisma i uczył dzieci gospodarza języków obcych. W tym czasie Anna Preibisz z synami przebywała w Warszawie, zginęła podczas powstania, a młodszy syn odniósł rany i znalazł się w obozie jenieckim. W kwietniu 1945 Felicjan Preibisz został administratorem majątku Kuchary, miesiąc później Leon Preibisz powrócił do Rydzyny. Podjął prace nad wskrzeszeniem Fundacji im. Sułkowskich, ale opór ze strony władz znacznie to utrudniał. 28 maja 1946 kuratorium decyzją Ministra Oświaty powołało Leona Preibisza na Generalnego Zarządcę Dóbr Fundacji, zamek do czerwca 1946 zajmowała Armia Czerwona, a po jego opuszczeniu z dawnych 8000 ha stan posiadania majątku wynosił 30 ha. W takiej sytuacji Leon Preibisz wydzierżawił budynki oficyn na cele oświatowe, gdzie od 1949 mieścił się dom dziecka. Decyzją rządu 1 stycznia 1951 Zarządowi Dóbr Fundacji im. Sułkowskich odebrano cały majątek, Leon Preibisz zapadł na zdrowiu i zmarł 3 marca 1951. Spoczywa na cmentarzu parafialnym w Kłodzie koło Rydzyny.